# En psalm om att inte ge upp
En psalm om att inte ge upp är en psalm vars text är skriven av Fred Kaan och översatt till svenska av Ylva Eggehorn och Elisabet Eggehorn. Musiken är skriven av Fredrik Sixten. 

## Publicerad som
- Nr 873 i Psalmer i 2000-talet under rubriken "Jesus Kristus - människors räddning".